# 清水秀彦
清水 秀彦（しみず ひでひこ、1954年11月4日 - ）は、東京都出身の元サッカー選手（FW、MF）・サッカー指導者、サッカー解説者。

## 来歴
浦和市立高3年次の1972年に高校サッカー選手権優勝を経験し、法政大学経営学部卒業後の1977年に日産自動車サッカー部に入部。1983年にはセンターFWのポジションを柱谷幸一に譲り、豊富な運動量 、中盤のディフェンシブなMFとしてプレー。冷静な判断力と高い戦術眼を生かし、攻守のバランスを整える存在となり、好守に活躍してチームの躍進に貢献。1985年からはコーチ兼任となり、1988年限りで現役を引退。
引退後は日産→横浜マリノスでヘッドコーチ（1989年 - 1990年）、監督（1991年 - 1994年）を務めた。監督時代はチームを天皇杯2連覇に導き、マリノス退部後はフジテレビ解説者（1995年, 1997年）を挟み、アビスパ福岡監督（1996年）を1年だけ務めた。フジテレビ解説者としては長坂哲夫とコンビを組むことが多かったほか、後に「ジョホールバルの歓喜」と称される1997年の1998 ワールドカップフランス大会アジア第3代表決定戦・イラン戦でも解説を担当し、シーソーゲームで延長突入となった試合展開にも冷静な解説を続けていたが、岡野雅行のゴールデンゴール（Vゴール）が決まった瞬間「やったー!!」と絶叫したシーンが20年以上経過した現在でも放送されることは多い。1998年には京都パープルサンガヘッドコーチに就任。6月にはハンス・オフト監督の辞任を受けて監督に昇格するが、1999年6月退任。同年8月にそれまで10連敗中と不振に喘いでいたJ2・ベガルタ仙台監督に就任し、「あなたとJ1」をチームスローガンにJ1を目指すチームが作られていく。1999年は9位、2年目の2000年は5位と続き、2001年にはFWのマルコス・パウロ・ソウザ・リベイロとMFの岩本輝雄を獲得。元日本代表選手と既存戦力の融合を図って勝星を積み重ね、2001年には仙台を東北初のJ1に昇格させる。2002年には開幕5連勝を果たすなどインパクトを残し、加入したFWの山下芳輝がJ1得点ランキング2位となり日本代表候補に選出されるなどいいニュースがあったが、シーズン後半は失速して年間13位まで落ちこむことになった。2003年は出だしは好調も負けが込み、開幕から低迷。クラブは体制を変えずに最後まで戦うと公言していたが、シーズン終盤の9月に成績不振が理由で解任される。ベガルタ仙台の人気の礎を築いたキーマンであり、通常は監督が途中解任された場合でも、契約期間内は給料が支払われるが、仙台の監督を解任された際は、チーム方針への不満から解任後の給料の受け取りを拒否した。解任後も宮城県内でサッカースクールを主宰したり、仙台カップ国際ユースサッカー大会にて東北選抜チームの監督を務めるなど、現在も仙台、宮城、東北地域とのつながりが深い。2004年からはフジテレビ解説者に復帰し、10月からは『感動ファクトリー・すぽると! WEEKEND SPECIAL』のレギュラー解説者を務めている。解説業の傍ら、代表を務めるNPO法人「H.S スポーツクラブ」では、自らのサッカー理論を基にジュニア世代の指導にも当たっており、2007年にはH.Sジュニアユースを立ち上げた。H.S スポーツクラブではU-15のジュニアユースをはじめ、U-6、U-9、U-12の各サッカースクール、一般向けのフットサルスクールを宮城県内で開講している。

## 個人成績
| 国内大会個人成績 | 国内大会個人成績 | 国内大会個人成績 | 国内大会個人成績 | 国内大会個人成績 | 国内大会個人成績 | 国内大会個人成績 | 国内大会個人成績 | 国内大会個人成績 | 国内大会個人成績 | 国内大会個人成績 | 国内大会個人成績 |
| 年度             | クラブ           | 背番号           | リーグ           | リーグ戦         | リーグ戦         | リーグ杯         | リーグ杯         | オープン杯       | オープン杯       | 期間通算         | 期間通算         |
| 年度             | クラブ           | 背番号           | リーグ           | 出場             | 得点             | 出場             | 得点             | 出場             | 得点             | 出場             | 得点             |
| 日本             | 日本             | 日本             | 日本             | リーグ戦         | リーグ戦         | JSL杯            | JSL杯            | 天皇杯           | 天皇杯           | 期間通算         | 期間通算         |
| ---------------- | ---------------- | ---------------- | ---------------- | ---------------- | ---------------- | ---------------- | ---------------- | ---------------- | ---------------- | ---------------- | ---------------- |
| 1977             | 日産             |                  | JSL2部           |                  |                  |                  |                  |                  |                  |                  |                  |
| 1978             | 日産             |                  | JSL2部           |                  | 9                |                  |                  |                  |                  |                  |                  |
| 1979             | 日産             | 9                | JSL1部           | 18               | 5                |                  |                  | 2                | 1                |                  |                  |
| 1980             | 日産             | 9                | JSL1部           | 18               |                  | 2                | 1                |                  |                  |                  |                  |
| 1981             | 日産             | 9                | JSL2部           |                  | 4                |                  |                  | 2                | 1                |                  |                  |
| 1982             | 日産             | 9                | JSL1部           | 18               | 4                |                  |                  |                  |                  |                  |                  |
| 1983             | 日産             | 9                | JSL1部           | 18               | 3                | 4                | 0                | 5                | 1                |                  |                  |
| 1984             | 日産             | 9                | JSL1部           | 18               |                  |                  |                  |                  |                  |                  |                  |
| 1985             | 日産             | 9                | JSL1部           | 22               | 2                |                  |                  |                  |                  |                  |                  |
| 1986-87          | 日産             | 9                | JSL1部           | 22               | 1                |                  |                  |                  |                  |                  |                  |
| 1987-88          | 日産             | 9                | JSL1部           | 10               | 0                | 1                | 0                |                  |                  |                  |                  |
| 1988-89          | 日産             | 23               | JSL1部           | 0                | 0                | 0                | 0                |                  |                  |                  |                  |
| 通算             | 日本             | 日本             | JSL1部           | 144              | 21               |                  |                  |                  |                  |                  |                  |
| 通算             | 日本             | 日本             | JSL2部           |                  |                  |                  |                  |                  |                  |                  |                  |
| 総通算           |                  |                  |                  |                  |                  |                  |                  |                  |                  |                  |                  |

## 監督成績
| 年度    | 所属   | クラブ | リーグ戦 | リーグ戦 | リーグ戦 | リーグ戦 | リーグ戦 | リーグ戦 | カップ戦         | カップ戦 |
| 年度    | 所属   | クラブ | 順位     | 試合     | 勝点     | 勝利     | 引分     | 敗戦     | JSL杯/ナビスコ杯 | 天皇杯   |
| ------- | ------ | ------ | -------- | -------- | -------- | -------- | -------- | -------- | ---------------- | -------- |
| 1991-92 | JSL1部 | 日産   | 2位      | 22       | 43       | 12       | 7        | 3        | 準決勝           | 優勝     |
| 1992    | J      | 横浜M  | -        | -        | -        | -        | -        | -        | 7位              | 優勝     |
| 1993    | J      | 横浜M  | 4位      | 36       | -        | 21       | -        | 15       | 予選リーグ       | 準々決勝 |
| 1994    | J      | 横浜M  | 6位      | 44       | -        | 22       | -        | 22       | 準決勝           | 準決勝   |
| 1996    | J      | 福岡   | 15位     | 30       | 29       | 9        | -        | 21       | 予選リーグ       | 4回戦    |
| 1998    | J      | 京都   | -        | 22       |          | 12       | -        | 10       | 予選リーグ       | 3回戦    |
| 1999    | J1     | 京都   | -        | 15       | 12       | 4        | 0        | 11       | 2回戦            | -        |
| 1999    | J2     | 仙台   | -        | 18       |          | 7        | 3        | 8        | -                | 2回戦    |
| 2000    | J2     | 仙台   | 5位      | 40       | 55       | 19       | 2        | 19       | -                | 1回戦    |
| 2001    | J2     | 仙台   | 2位      | 44       | 83       | 27       | 5        | 12       | -                | 3回戦    |
| 2002    | J1     | 仙台   | 13位     | 30       | 32       | 11       | 1        | 17       | 予選リーグ       | 4回戦    |
| 2003    | J1     | 仙台   | -        | 20       | 12       | 3        | 3        | 11       | 予選リーグ       | 3回戦    |